# Black Panther (serie animata)
Black Panther è una miniserie televisiva d'animazione basata sul personaggio della Pantera Nera, dei fumetti Marvel Comics. È stata prodotta dai Marvel Studios e realizzata dalla BET e si ispira graficamente alle serie animata degli anni sessanta.
La miniserie TV animata riprende uno degli ultimi cicli a fumetto del personaggio, scritto da Reginald Hudlin e disegnato da John Romita Jr.. Non a caso la tecnica usata nella serie TV è la digitalizzazione dei fumetti di Romita Jr. Nella versione originale l'eroe ha la voce dell'attore Djimon Hounsou mentre Stan Lee dà la voce al personaggio del Generale Wallace. Nel cast dei personaggi c'è anche Tempesta degli X-Men.
La serie è stata trasmessa per la prima volta nel gennaio 2010 sulla rete australiana ABC3.

## Lista episodi
| n° | Titolo originale                              | Prima TV USA    |
| -- | --------------------------------------------- | --------------- |
| 1  | Pilot                                         | 16 gennaio 2010 |
| 2  | Black Panther                                 | 16 gennaio 2010 |
| 3  | Revenge of the Evil                           | 23 gennaio 2010 |
| 4  | Death of Father                               | 23 gennaio 2010 |
| 5  | Black Panther vs. Juggernaut and Black Knight | 30 gennaio 2010 |
| 6  | To the End                                    | 30 gennaio 2010 |

## Promozione
Alla San Diego Comic-On è stato presentato il trailer della serie animata, molto crudo e violento.